# Carmen Lardizábal
Carmen Larandizábal Urroz (20 juny de 1917, Tafalla (Navarra) - dècada de 1990, París (França)) fou una política i activista comunista. Va formar part de l'equip de falsificacions del Partit Comunista d'Espanya (PCE), encarregat de proporcionar documentació falsa als militants antifranquistes per a que poguessin moure's entre diferents països.

## Primers anys i exili
Larandizábal, juntament amb el seu germà Martín i la seva germana María Angeles, formava part de les joventuts de la Izquierda Republicana de Pamplona, liderades llavors per Aurora Gómez Urrutia. Just abans d'esclatar la guerra, aquest grup es va integrar a les Joventuts Socialistes Unificades, que es van acabar convertint en l'organització juvenil del Partit Comunista d'Espanya.
Poc després de la sublevació militar contra el Govern de la República Larandizábal va aconseguir desplaçar-se de Pamplona a Bilbao gràcies a l'ajuda de la seva germana qui, al seu torn, havia rebut ajuda de la Creu Roja Internacional. Una vegada establerta en una zona controlada pel Govern Basc, Carmen va unir-se a un grup de comunistes navarresos entre els qui es trobaven Jesús Monzón Repáraz, principal líder del PCE durant la Segona Guerra Mundial, i Clemente Ruiz, un destacat dirigent de les Joventuts Socialistes Unificades i, anys més tard, membre del Comitè Central del partit, a més de ser la parella de la germana de Carmen, María Angeles.
Després de passar tota la Guerra Civil a la zona del Llevant, les dues germanes Lardizábal van acabar assentant-se a Barcelona, des d'on van anar a França quan les tropes de Franco van entrar a la capital catalana. Des d'un camp de concentració proper a la ciutat de Dijon, María Angeles i Clemente Ruiz van aconseguir visats per anar a Cuba. Atrapada en la França col·laboracionista de Petain, Carmen va posar-se en contacte amb la xarxa d'organitzacions clandestines formada per Jesús Monzón, d'on més tard en sorgirien els grups maquis espanyols. Va ser precisament Monzón qui, mentre reoroganitzava el PCE després de la Guerra Civil, va idear l'equip de falsificacions.

## Equip de falsificacions
Larandizábal va unir-se a l'equip de falsificacions que conformaven els pintors Domingo Malagón i Jesús Beguiristáin. Poc després s'hi va unir José Larreta Garde, que es va especialitzar en la reproducció fotogràfica de documents, i Ramón Santamaría, llicenciat en Belles Arts. Tot el grup vivia amb identitats falses i canviava regularment de domicili. Van començar operant a Perpinyà, després a Tolosa de Llenguadoc i, finalment, es van instal·lar a París. Ja a la capital francesa, el 1947 l'equip es va assentar a una gran mansió en el nucli antic de Marly-le-Roi.

## Vida personal
Carmen Lardizábal va aparellar-se amb Jesús Beguiristáin i van tenir un fill, Sergio Beguiristáin. Després de la mort de Jesús, Carmen, amb el seu fill, va anar a viure a Varsòvia amb la seva germana. Segons Domingo Malagón, després de la mort de Franco Carmen no tenia un bon record del tracte que va rebre ella ni la resta de l'equip de falsificacions per part de la direcció del PCE. Va tornar a residir a París amb el seu fill, on va morir en l'última dècada del segle xx.